# 하규역
하규역(일본어: 萩生駅)은 일본 야마가타현 니시오키타마군 이데 정에 위치한 동일본 여객철도 요네사카 선의 철도역이다. 단선 승강장 1면 1선의 구조를 갖춘 지상역이다.

## 이용 현황
| 승차 인원 추이 | 승차 인원 추이 |
| 연도           | 1일 평균       |
| -------------- | -------------- |
| 2000           | 96             |
| 2001           | 78             |
| 2002           | 67             |
| 2003           | 73             |
| 2004           | 81             |

## 역 주변
- 하규 역 앞 거리 상점가

## 역사
- 1931년 8월 10일 : 요네사카토 선 이마이즈미 - 데노코 간 개통과 함께 개업.
- 1973년 12월 10일 : 화물 취급 폐지에 의해, 하규 · 데노코 · 이사료 · 다마가와구치 간의 각 역과 함께 정류소화.
- 1987년 4월 1일 : 일본국유철도 분할 민영화에 의해, 동일본 여객철도가 승계.
- 1994년 경 : 역 맞이방 개축.

## 인접 역
| 동일본 여객철도 요네사카 선 | 동일본 여객철도 요네사카 선 | 동일본 여객철도 요네사카 선 |
| --------------------------- | --------------------------- | --------------------------- |
| 이마이즈미 요네자와 방면    | ■ 요네사카 선               | 우젠쓰바키 사카마치 방면    |